# Charinus tingomaria
Espèce
Charinus tingomaria est une espèce d'amblypyges de la famille des Charinidae.

## Distribution
Cette espèce est endémique de la région de Huánuco au Pérou. Elle se rencontre dans le parc national Tingo María dans la grotte Cueva de las Lechuzas à 673 m d'altitude.

## Description
La femelle holotype mesure 9,75 mm, les mâles mesurent de 9,26 à 9,99 mm et les femelles de 9,04 à 9,75 mm, la carapace des mâles mesure de 3,23 à 3,88 mm de long sur de 4,41 à 5,15 mm et celle des femelles de 2,98 à 3,24 mm de long sur de 4,02 à 4,07 mm.

## Étymologie
Son nom d'espèce lui a été donné en référence au lieu de sa découverte, le parc national Tingo María.

## Publication originale
- Ballón-Estacio & Armas, 2019 : « Una especie nueva de Charinus (Amblypygi: Charinidae) del departamento de Huánuco, Perú. » Revista Ibérica de Aracnología, vol. 35, p. 15–19.